# Lelen Nouveau
Lelen Nouveau est un village du Cameroun situé dans la région de l’Est, le département du Haut-Nyong et la commune de Ngoyla.
La commune de Ngoyla voit le jour en 1995 par le décret no 95/082 du 24 avril 1995. Elle est délimitée à l’ouest par la commune de Mintom, à l'est par Moloundou, au nord par Messok et au sud par la république du Congo.  

## Population
En 2005, le village de Lelen Nouveau comporte 168 habitants, dont 88 hommes et 80 femmes.

## Climat
Le village est soumis à un climat équatorial de type Guinéen où se chevauchent quatre saisons d'inégale durée : une grande saison sèche de mi-novembre à mi-mars, une petite saison des pluies de mi-mars à mi-juin, une petite saison sèche de mi-juin à mi-août, ainsi qu'une grande saison des pluies de mi-août à mi-novembre. 

## Agriculture
L'agriculture est la principale activité des communautés. Il s'agit d'une agriculture de subsistance. Les produits sont destinés soit à la consommation (60 %), soit et à la vente (40 %). 

## Relief
En vue de la forte présence de cours d'eau, la commune présente un relief peu accidenté et varié avec des pentes comprises entre 0 et 5 %, traduisant une faible sensibilité à l’érosion.

## Langue
- Ndjem (langue)